# Opération Ortsac
L'opération Ortsac était le nom de code donné à un projet d'invasion de Cuba envisagé en 1962 par l'armée américaine et dont l'objectif était le renversement de Fidel Castro et de son régime et l'établissement d'un gouvernement favorable aux États-Unis, débarrassé de toute influence communiste et soviétique.

## Contexte
L'opération aurait été partie intégrante de l'opération Mangoose, destinée à renverser le régime castriste par tous les moyens, et aurait fait suite à de précédentes tentatives infructueuses de déstabilisation et d'actions couvertes, notamment le débarquement de la baie des Cochons en avril 1961 délégué à des exilés cubains anti-castristes entrainés par la CIA.
« Ortsac » (anagramme de Castro, nom de famille du Lider Maximo, mais épelé à l'envers) fut originellement le surnom donné à PHIBRIGLEX-62, désignant l'ensemble des exercices militaires de débarquements censés commencer le 15 octobre 1962 au niveau de l'ile de Vieques (rebaptisée la « République de Vieques » dans le scénario), située dans le territoire de Porto Rico.
40 navires (parmi lesquels les USS Independence, Randolph, Okinawa et Thetis Bay), 20 000 infanteries navales et 4000 marines y étaient censés simuler un débarquement dont l'objectif était l'élimination du « dictateur Ortsac » ainsi que le rétablissement de la démocratie dans l'île.
Alors que les tensions se corsèrent dans le concert des nations entre les États-Unis d'une part et Cuba alliée à l'URSS d'autre part, les motivations réelles de cet exercice devaient impérativement rester secrètes ; interrogé par des journalistes au sujet de l'objectif de ces manœuvres, le représentant du département de la défense américaine indiqua que l'opération Ortsac « n'avait absolument aucun lien avec une possible action militaire imminente orchestrée contre Cuba »,.
Après avoir été repoussés une première fois officiellement à cause de la présence de l'ouragan Ella (en) dans les parages, les exercices furent définitivement abandonnés le 20 octobre 1962, alors que le Strategic Air Command venait de hisser son niveau d'alerte à DEFCON 2 à la suite de l'émergence de la crise des missiles de Cuba, dans laquelle l'Union soviétique dirigée par Nikita Khrouchtchev, place des missiles à Cuba, comme riposte aux missiles placés par les États-Unis en Turquie et en Italie, menaçant le bloc de l'Est, ainsi que le blocage d'une nouvelle invasion américaine à Cuba. Toujours dans la région, les militaires américains participant à Ortsac étaient figés à la décision de leur gouvernement, et se préparaient à lutter non pas contre un chef d'état fictif, mais possiblement contre leur véritable adversaire.

## Annulation
Alors que la présence de missiles nucléaires soviétiques Ss-4 sur le sol cubain était définitivement actée par l'administration Kennedy, plusieurs options furent dès lors proposées par le gouvernement américain : parmi lesquelles un blocus, ou des frappes aériennes sur les sites d’installation de missiles (qui n'étaient pas encore considérés comme opérationnels) immédiatement suivies par une invasion de l'île.
Anticipant une escalade incontrôlée pouvant dégénérer en conflit nucléaire ouvert et n'ayant de toute manière jamais été très favorable à une intervention militaire directe, John F. Kennedy, opte finalement pour l'option du blocus (rebaptisé "quarantaine", pour paraître moins agressif) dès le 16 octobre 1962, tout en se réservant la possibilité d'actions plus sévères en l'absence du retrait total des missiles soviétiques, chose qui fut finalement obtenue grâce à une solution diplomatique élaborée de justesse à partir du 28 octobre 1962.
Avec la conclusion des négociations entre les gouvernements américain et soviétique, Nikita Khrouchtchev, premier secrétaire du PCUS, accepte de retirer ses armes nucléaires de Cuba en échange de plusieurs actions du côté américain parmi lequel un engagement écrit de la part de Kennedy de ne jamais envahir l'île. Les deux camps espérant ainsi garder la face.
L'opération Ortsac et l'ensemble des plans militaires destinés au renversement du régime castriste furent définitivement ajournés.
Quelques décennies plus tard, et après l'effondrement de l'Union soviétique, il fut révélé par d'anciens officiels soviétiques que contrairement à ce qu’affirmaient les militaires américains, les missiles à moyenne portée installées à Cuba étaient déjà tous quasiment opérationnels, et étaient même secondés par des missiles tactiques à plus courte portée (dont le rayon d'action ne se limitait qu'à Cuba) dont les éventuelles utilisations relevaient directement de la décision des commandants soviétiques présents sur le sol cubain en cas d'invasion américaine de l'île. Ceci aurait rendu la possibilité d'un conflit nucléaire hautement probable en cas d'invasion militaire américaine .

## Ordre de bataille
Selon un mémo du 8 août 1962 adressé au Président Kennedy, la force d'invasion cubaine aurait été constituée de 261 000 hommes, capables d'assurer un contrôle total de l'île en 10-15 jours. Les divisions suivantes (citées avec leurs missions prioritaires) y auraient participé :
- La 101e division aéroportée (sécurisation des aérodromes Jose Martí et San Antonio de los Baños)
- La 82e division aéroportée (sécurisation des aérodromes de Mariel et Baracoa)
- La 1re division des Marines (sécurisation des plages de Tarará)
- La 2e division des Marines (sécurisation des plages de Tarará)

L'objectif initial des Marines était de commencer à attaquer à Tarará, situé à l'est de La Havane, tandis que la 1re division blindée débarquerait par le port de Mariel à l'ouest. Pendant ce temps, les 101e et 82e divisions aéroportées seraient parachutées derrière les lignes cubaines. Il était prévu que dans un premier temps, la force d'invasion contourne La Havane pour se diriger directement vers les sites où étaient gardés les missiles